# Октябрський район (Єврейська автономна область)
Октябрський район (рос. Октябрьский район) — адміністративна одиниця Єврейської автономної області Російської Федерації.
Адміністративний центр — село Амурзет.

## Адміністративний поділ
До складу району входять 3 сільських поселення:
1. Амурзетське сільське поселення
2. Нагібовське сільське поселення
3. Полевське сільське поселення[ru], села Лугове, Полеве, Самара, Столбове